# ساوث لانركشاير
ساوث لانركشاير هي، في المملكة المتحدة، تقع في اسكتلندا، بلغ عدد سكانها 314,000 نسمة، عاصمتها هميلتون.

## الموقع
تشترك في الحدود مع:
- دومفريز وغالاوي  [لغات أخرى]‏
- Scottish Borders [الإنجليزية]‏
- غرب لوثيان
- North Lanarkshire [الإنجليزية]‏
- East Ayrshire [الإنجليزية]‏
- East Renfrewshire [الإنجليزية]‏
- غلاسكو.

## أعلام
- باتريك دويل
- جون رامزي
- لورنس جاكسون
- هنري جورج فارمر